# 중앙소방학교 (대한민국)
중앙소방학교(中央消防學校, National Fire Service Academy, 약칭: NFSA)는 대한민국 소방청의 소속기관이다. 1995년 5월 16일 발족하였으며, 충청남도 공주시 사곡면 연수단지길 90(계실리 55-1)에 위치하고 있다. 교장은 소방감으로 보한다.

## 직무
- 소방공무원, 소방간부후보생, 의무소방원 및 소방관서에서 근무하는 사회복무요원의 교육훈련에 관한 사항
- 학생, 의용소방대원, 민간자원봉사자 등에 대한 소방안전체험교육 등 대국민 안전교육훈련에 관한 사항
- 소방정책의 연구와 소방안전기술의 연구·개발 및 보급에 관한 사항
- 화재원인 및 위험성 화학물질 성분에 대한 과학적 조사·연구·분석 및 감정에 관한 사항

## 연혁
- 1978년 7월 27일: 내무부 소속으로 소방학교 설치.[2]
- 1978년 9월 4일: 소방학교 개교(수원시 파장동 184).
- 1995년 5월 16일: 중앙소방학교로 개편.[3]
- 1997년 5월 27일: 중앙119구조대를 분리.[4]
- 1998년 2월 28일: 행정자치부 소속으로 변경.[5]
- 2004년 6월 1일: 소방방재청 소속으로 변경.[6]
- 2014년 11월 19일: 국민안전처 소속으로 변경.[7]
- 2017년 7월 26일: 소방청 소속으로 변경.[8]
- 2019년 7월 1일: 천안시 동남구 유량동에서 현재 위치로 이전하였다. 이로 인하여 전 시설은 충청소방학교 및 기타공공기관으로 전환되었다.

## 역대 학교장[9]
| 대수     | 이름   | 임기                               | 비고     |
| -------- | ------ | ---------------------------------- | -------- |
| 초대     | 이형우 | 1978년 8월 2일 ~ 1981년 12월 3일   | 소방감   |
| 2대      | 유봉식 | 1981년 12월 4일 ~ 1983년 12월 19일 | 소방정감 |
| 3대      | 김대양 | 1983년 12월 20일 ~ 1984년 3월 6일  |          |
| 4대      | 백전태 | 1984년 3월 7일 ~ 1984년 4월 15일   |          |
| 5대      | 임병옥 | 1984년 4월 16일 ~ 1985년 11월 19일 |          |
| 6대      | 안병찬 | 1985년 11월 20일 ~ 1989년 6월 30일 |          |
| 7대      | 홍순세 | 1989년 7월 21일 ~ 1992년 9월 17일  |          |
| 8대      | 노승기 | 1992년 10월 7일 ~ 1993년 6월 7일   |          |
| 9대      | 최재홍 | 1993년 6월 29일 ~ 1994년 4월 7일   |          |
| 10대     | 강원도 | 1994년 4월 8일 ~ 1994년 9월 26일   |          |
| 11대     | 박태유 | 1994년 9월 27일 ~ 1998년 3월 31일  |          |
| 12대     | 정충일 | 1998년 4월 1일 ~ 1999년 3월 28일   |          |
| 13대     | 김광수 | 1999년 3월 29일 ~ 2000년 7월 7일   |          |
| 14대     | 최성룡 | 2000년 7월 8일 ~ 2002년 11월 1일   |          |
| 15대     | 천광철 | 2002년 11월 2일 ~ 2004년 1월 11일  |          |
| 16대     | 제진주 | 2004년 1월 12일 ~ 2005년 1월 23일  | 소방감   |
| 17대     | 황정연 | 2005년 1월 24일 ~ 2006년 3월 7일   |          |
| 18대     | 정정기 | 2006년 3월 8일 ~ 2007년 6월 13일   |          |
| 19대     | 김한용 | 2007년 10월 2일 ~ 2008년 8월 11일  |          |
| 20대     | 조성완 | 2008년 9월 23일 ~ 2009년 1월 1일   |          |
| 21대     | 최진종 | 2009년 1월 2일 ~ 2009년 10월 29일  |          |
| 22대     | 권순경 | 2010년 1월 22일 ~ 2011년 1월 27일  |          |
| 23대     | 이양형 | 2011년 2월 7일 ~ 2011년 4월 28일   |          |
| 24대     | 조송래 | 2011년 9월 26일 ~ 2012년 1월 29일  |          |
| 25대     | 류해운 | 2012년 2월 20일 ~ 2014년 3월 31일  |          |
| 26대     | 이동성 | 2014년 4월 1일 ~ 2015년 12월 31일  |          |
| 27대     | 윤순중 | 2016년 3월 16일 ~ 2017년 9월 26일  |          |
| 28대     | 김홍필 | 2017년 9월 27일 ~ 2018년 10월 4일  |          |
| 29대     | 이형철 | 2018년 10월 5일 ~ 2019년 1월 3일   |          |
| 30대     | 최태영 | 2019년 1월 4일 ~ 2020년 12월 24일  |          |
| 31대     | 김일수 | 2021년 1월 1일 ~ 2021년 4월 22일   |          |
| 32대     | 이영팔 | 2021년 7월 2일 ~ 2021년 10월 12일  |          |
| 33대     | 배덕곤 | 2021년 10월 13일 ~ 2022년 1월 2일  |          |
| 34대     | 마재윤 | 2022년 1월 3일 ~ 2024년 1월 7일    |          |
| 35대     | 김승룡 | 2024년 1월 8일 ~ 2025년 1월 12일   |          |
| 직무대리 | 최용철 | 2025년 1월 13일 ~ 2025년 3월 16일  |          |
| 36대     | 김태한 | 2025년 3월 17일 ~                  |          |

## 조직

### 교장
- 교육지원과[12]
- 인재개발과[12]
- 교육훈련과[12]
- 인재채용팀[13]
- 소방과학연구실[12]

## 같이 보기
- 중앙119구조본부
- 중앙경찰학교